# Maxime Weygand

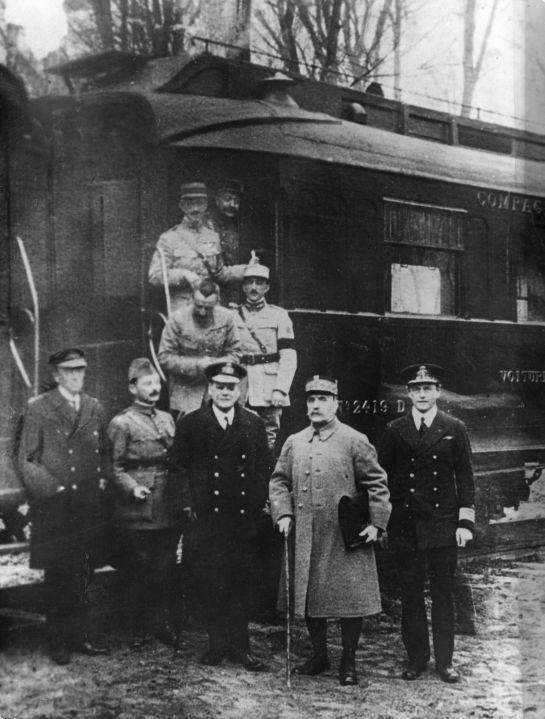
Maxime Weygand w składzie delegacji podpisującej zawieszenie broni z Niemcami 11 listopada 1918 w Compiègne (drugi od lewej w furażerce)

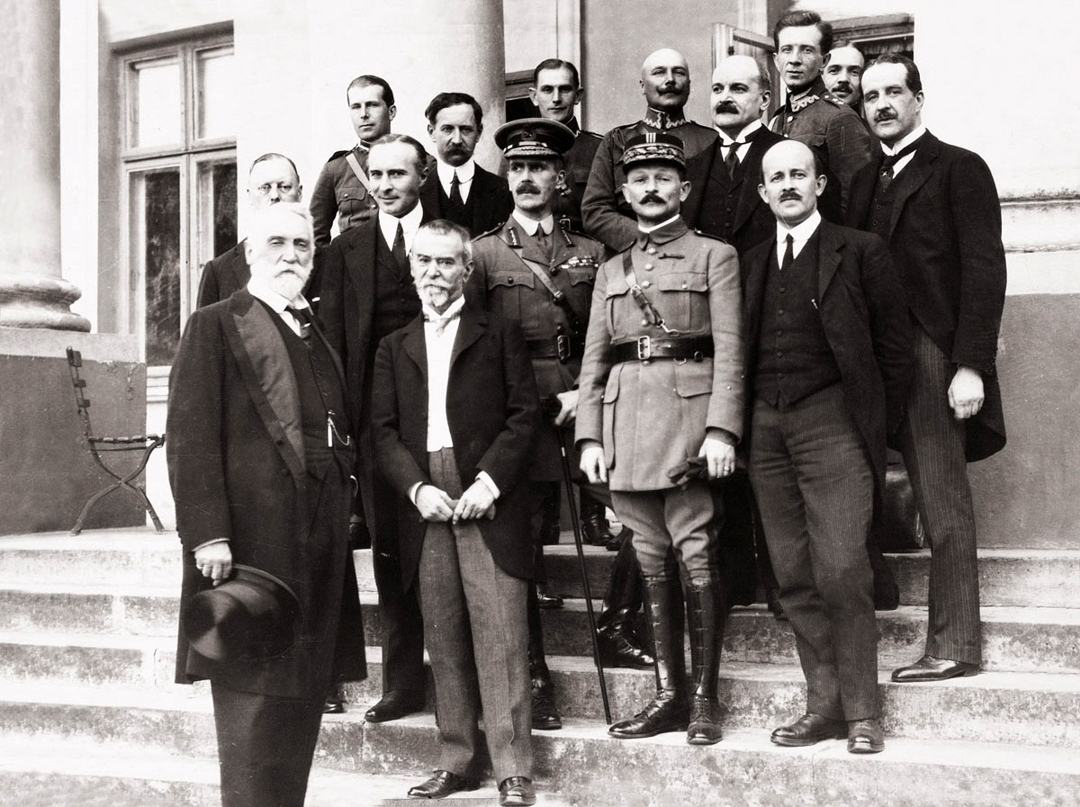
Misja Międzysojusznicza do Polski, sierpień 1920. W pierwszym rzędzie od lewej: Edgar Vincent D’Abernon, Jean Jules Jusserand, gen. Maxime Weygand, Maurice Hankey

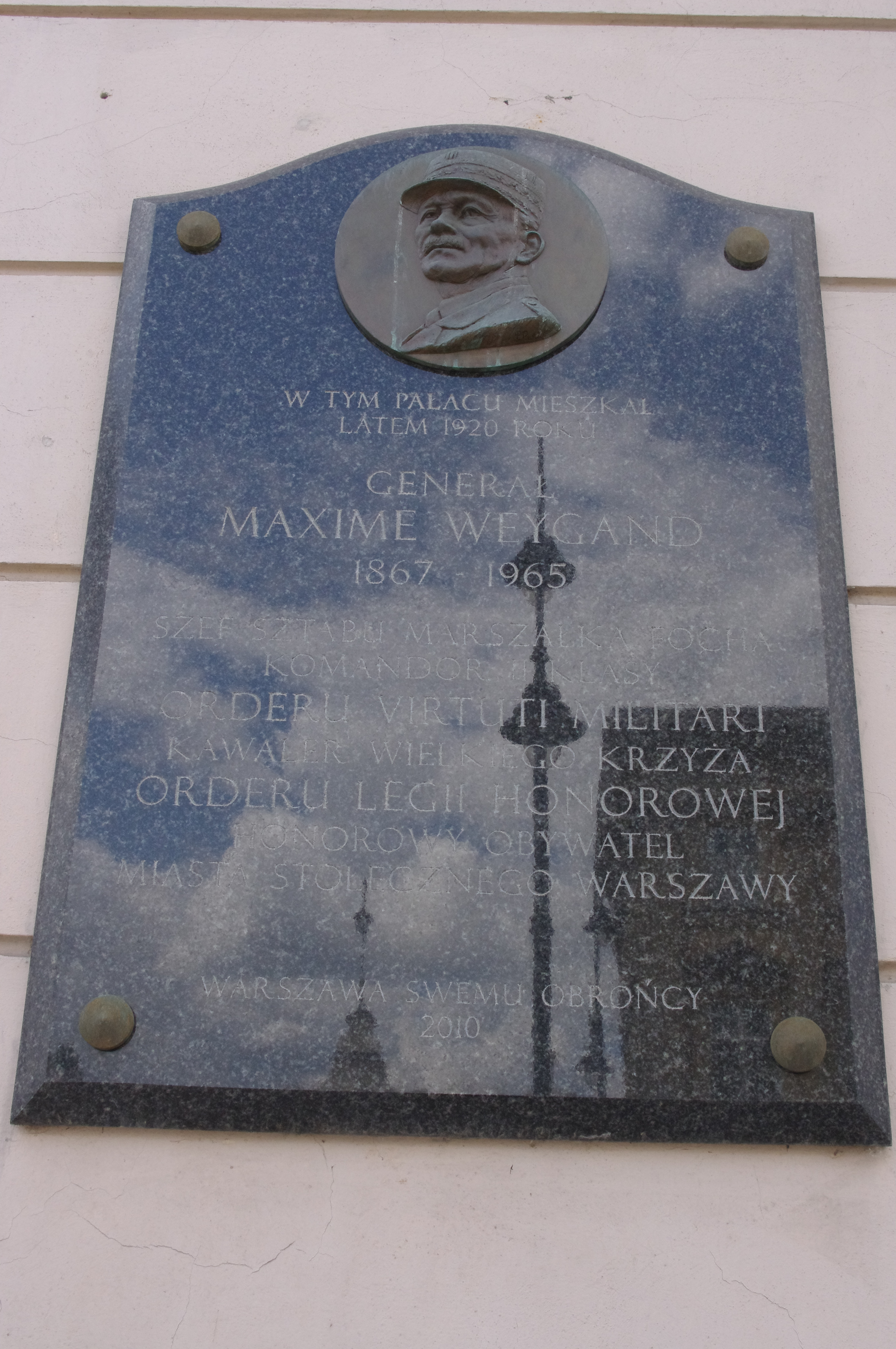
Tablica pamiątkowa na pałacu przy Krakowskim Przedmieściu 5 (budynek ASP), upamiętniająca pobyt generała w Warszawie

Maxime Weygand (ur. 21 stycznia 1867 w Brukseli, zm. 28 stycznia 1965 w Paryżu) – generał armii (fr. Général d'armée) Francuskich Sił Zbrojnych, prawicowy polityk, rzecznik kolonializmu Francji, członek Akademii Francuskiej od 1931.

## Życiorys
Ukończył oficerską szkołę w 1887 roku. Uczestnik I wojny światowej. Od listopada 1917 roku członek Wyższej Rady Wojskowej, od marca następnego roku szef Sztabu Generalnego. Był członkiem Komisji Ministerstwa Spraw Zagranicznych Francji do określenia granic państwa polskiego. W 1920 członek Misji Międzysojuszniczej do Polski. Od 1923 roku dowódca wojsk francuskich na Bliskim Wschodzie i wysoki komisarz Francji w Syrii i Libanie. W 1928 roku, dnia 5 maja generał Maxime Weygand otworzył uroczyście Place de Varsovie w Paryżu. W latach 1930−1935 szef Sztabu Generalnego, wiceprezydent Wyższej Rady Wojskowej Republiki i Inspektor Armii.
Od 1935 roku w stanie spoczynku, w 1939 roku powołany do armii ponownie, dowódca Armii „Lewant”. 19 maja 1940 roku mianowany Naczelnym Wodzem Sił Zbrojnych Francji (zastąpił niewiele młodszego gen. Maurice'a Gamelina) i sił alianckich we Francji. Współodpowiedzialny za klęskę Francji w tym samym roku. W okresie czerwiec – wrzesień 1940 roku minister obrony w rządzie Vichy, od jesieni delegat Philippe’a Pétaina i Naczelny Dowódca wojsk francuskich w Afryce Północnej. Podpisał układ z USA w 1941 roku. Po zajęciu przez Wehrmacht w listopadzie 1942 roku nieokupowanej strefy Francji aresztowany przez Niemców i deportowany do Rzeszy, przebywał w obozie jenieckim. Zwolniony w 1945 roku. Po wojnie sądzony, zrehabilitowany w 1948 roku.
Honorowy Obywatel miasta stołecznego Warszawy.

## Publikacje
- Turenne (1928)
- Le 11 Novembre (1932)
- Foch (1947)
- Memoires (1950-1957)
- L'Armee a l'Akademie (1962)

## Ordery i odznaczenia
- Kawaler Legii Honorowej (Francja, 1913)
- Oficer Legii Honorowej (Francja, 1914)
- Komandor Legii Honorowej (Francja, 1918)
- Wielki Oficer Legii Honorowej (Francja, 1924)
- Krzyż Wielki Legii Honorowej (Francja, 1930)
- Médaille militaire (Francja, 1930)
- Krzyż Wojenny 1914–1918 z brązową palmą (Francja)
- Krzyż Wojenny Teatrów Operacji Zamorskich (Francja)
- Médaille Interalliée (Francja)
- Medal Pamiątkowy za Wojnę 1914-1918 (Francja)
- Komandor Orderu Korony (Belgia)
- Krzyż Wojenny 1914–1918 (Belgia)
- Krzyż Wolności I klasy (Estonia)
- Order Pogromcy Niedźwiedzia II klasy (Łotwa)
- Wielka Wstęga Orderu Alawitów (Maroko)
- Krzyż Komandorski Orderu Wojskowego Virtuti Militari nr 8 (Polska, 1923)[3]
- Krzyż Srebrny Orderu Wojskowego Virtuti Militari nr 2 (Polska, 1921)[4]
- Krzyż Walecznych (Polska, 1921)[5]
- Medal Sił Lądowych za Wybitną Służbę (Stany Zjednoczone)
- Honorowy Towarzysz Orderu Łaźni (Wielka Brytania)
- Honorowy Rycerz Komandor Orderu św. Michała i św. Jerzego (Wielka Brytania)

## Film
W 2000 powstał fabularyzowany film dokumentalny pt. Niewypowiedziana wojna, opowiadający o wojnie polsko-bolszewickiej 1919-1921 z punktu widzenia gen. Maxime'a Weyganda. Reżyserował go Mariusz Malinowski.